# Wełyka Derażnia
Wełyka Derażnia (ukr. Велика Деражня) – wieś na Ukrainie, w obwodzie żytomierskim, w rejonie nowogrodzkim, nad Zharem. W 2001 roku liczyła 378 mieszkańców.